# Zavait
Zavait (Zavajt, Zavajit) je naseljeno mjesto u općini Foči, Republika Srpska, BiH. Nalazi se na sjevernoj obali rječice (Vranić, Skakavac, Vukojnički potok).
Godine 1962. pripojeno mu je naselje Gradac, Putišići (Sl.list NRBiH, br.47/62), a prije su mu pripojeni Kušlat, Poda i Ruda.

## Stanovništvo
| Narod     | Popis 1961. | Popis 1971. | Popis 1981. | Popis 1991. |
| --------- | ----------- | ----------- | ----------- | ----------- |
| Hrvati    |             | 1           |             |             |
| Muslimani |             | 6           | 1           |             |
| Srbi      | 312         | 670         | 449         | 353         |
| ostali    | 7           | 13          | 5           | 2           |
| Ukupno    | 319         | 690         | 455         | 355         |